# Nova scotia duck tolling retriever

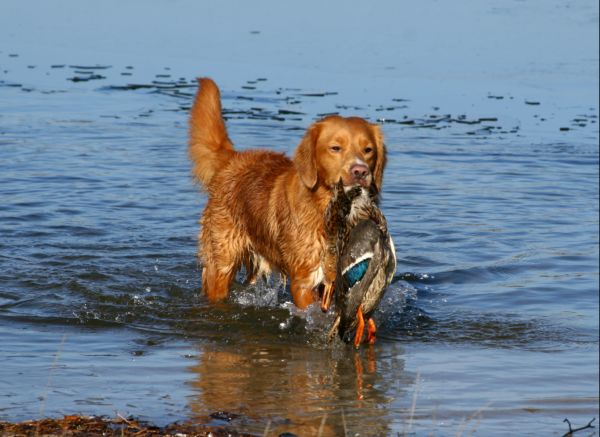
Tollare som apporterat en sjöfågel.

Nova scotia duck tolling retriever (även kallad tollare) är en hundras som ursprungligen utvecklades på Nova Scotia-halvön i Kanada. Rasen är traditionellt en apporterande fågelhund. Det utmärkande med en tollare är att den inte bara apporterar, utan även lockar in andfåglar närmare stranden så att de kommer inom skotthåll, så kallad tolling.

## Historia
Att låta hundar leka i strandkanten, för att väcka änders nyfikenhet så att de kommer inom skotthåll, är en typ av jakt som bedrivits med fågelhundar i Europa under århundraden. I östra Kanadas kustland passade detta jaktsätt förträffligt och man kompletterade hundens lockande på fågel med apportering av bytet efter skottet.
Ursprunget till den kanadensiska retrievern är illa dokumenterat, men anses vara en typ kallad Red Decoy Dog och med inkorsningar av spaniel, setter, vallhundar och lokala apportörer som den nu utdöda St. John's Dog eller andra retrievrar, fick man så småningom fram Little River Duck Dog eller Yarmouth Toller, grunden till dagens nova scotia duck tolling retriever.
Rasen godkändes av kanadensiska kennelklubben Canadian Kennel Club först 1945 och rasklubben bildades så sent som 1974. Detta gör nova scotia duck tolling retriever till den yngsta retrieverrasen.
Den internationella hundorganisationen FCI erkände rasen 1982. Den första tollaren i Sverige registrerades 1984 och redan 1986 bildades rasklubben.

### Registreringar i Sverige
- 1998: 292 st
- 1999: 333 st
- 2000: 217 st
- 2001: 332 st
- 2012: 368 st
- 2013: 371 st[2]

## Egenskaper
Tollaren skall vara en alert, intelligent, lättdresserad och uthållig hund. Den skall vara en kraftfull och effektiv simmare och en naturlig apportör på land såväl som i vatten. Lekfullheten och apporteringslusten är förutsättningar för rasens arbetssätt. 
De flesta tollare idag är sällskapshundar, men kan också användas till jakt, och då framförallt som apporterande, stötande eller spårande hund.

### Tolling
Tolling är tollarens speciella jaktsätt. Det går till så att jägaren är gömd och kastar upprepade gånger ett föremål som man låter hunden apportera, tills fåglarna av nyfikenhet närmar sig. Då kallar jägaren försiktigt in hunden. Sedan kan jägaren skjuta fågeln och därefter skicka ut hunden i vattnet för att apportera. Denna form av jakt skiljer sig markant från sträck- och tramp-jakten som de övriga retrieverraserna är specialiserade på.
Svenska Spaniel och Retrieverklubben (SSRK) arrangerar jaktprov som endast är öppet för tollare. Ett tollingjaktprov är utformat för att utvärdera de jaktliga egenskaper och färdigheter som behövs under den traditionella tollingjakten. Jaktliga egenskaper som är avgörande för tollarens förmåga att lyckas i sitt arbete är framförallt samarbetsvilja, vattenpassion, viltintresse och förmågan att kunna växla mellan aktivitet/arbete och passivitet/lugn. Kombinationen av den lekfulla tollingen före skottet och traditionellt retrieverarbete efter skottet ställer stora krav på hundens förmåga att växla mellan aktivitet och stadga. År 2013 fick de första tollarna Tollingjaktchampionat, som benämns J(t)CH i stamtavlan.

## Utseende
Tollaren är den minsta retrievern, en hund av medelstorlek. Den skall vara balanserad, vig och rörlig. Den skall ha kraftig benstomme, djup bröstkorg och kort rygg. Huvudet ska vara kilformat med välvd hjässa, mandelformade snälla ögon och högt ansatta öron. Tassarna ska vara stora med simhud mellan tårna. Pälsen skall vara en vattenavvisande dubbelpäls med mjuka täckhår och tät underull. Olika nyanser av rött och orange är tillåtet. Tollaren kan ha vita tecken på svansspets, tassar, bröst och bläs.